# Eusandalum elongatum
Eusandalum elongatum är en stekelart som först beskrevs av Ruschka 1921.  Eusandalum elongatum ingår i släktet Eusandalum och familjen hoppglanssteklar. Inga underarter finns listade i Catalogue of Life.